# Két cowboy New Yorkban
A Két cowboy New Yorkban (eredeti cím: The Cowboy Way) 1994-ben bemutatott amerikai western-akcióvígjáték, melyet Gregg Champion rendezett. A főbb szerepekben Woody Harrelson és Kiefer Sutherland látható.

## Cselekmény
Nacho Salazar lánya emberkereskedők fogságába kerül. Amikor Nacho megpróbálja kiszabadítani a lányt, az elrablók megölik a férfit. Az elhunyt barátai, Pepper és Sonny, a két vidéki cowboy New Yorkba lovagolnak, hogy vadnyugati módon megtorolják a történteket.

## Szereplők
| Szerep                               | Színész           | Magyar hang     |
| ------------------------------------ | ----------------- | --------------- |
| Pepper Lewis                         | Woody Harrelson   | Stohl András    |
| Sonny Gilstrap                       | Kiefer Sutherland | Dózsa Zoltán    |
| John Stark                           | Dylan McDermott   | Galambos Péter  |
| Sam 'Veszett kutya' Shaw rendőrtiszt | Ernie Hudson      | Vass Gábor      |
| Teresa Salazar                       | Cara Buono        | Riha Zsófi      |
| Margarette                           | Marg Helgenberger | Andresz Kati    |
| Manny Huerta                         | Tomás Milián      | Áron László     |
| Chango                               | Luis Guzmán       | Varga Tamás     |
| Boca                                 | Angel Caban       |                 |
| Pop Fly                              | Matthew Cowles    | Várkonyi András |
| Nacho Salazar                        | Joaquín Martínez  | Buss Gyula      |
| NYPD számítógépkezelő                | Allison Janney    | Némedi Mari     |